# 彭森
彭森（1951年4月—）河南南召人，中华人民共和国政治人物。

## 生平
1978年10月，彭森入北京大学经济系本科学习，1982年9月毕业。1982年10月至1985年3月，任辽宁省政策研究室干部、副处长。1985年4月至1991年7月，任国家经济体制改革委员会副处长、处长。其间，1989年8月至1990年8月，为英国牛津大学林耐克学院访问研究生。1991年8月至1998年3月，历任国家经济体制改革委员会副司长、司长、副秘书长、秘书长。1998年3月至2000年1月，任国务院经济体制改革办公室党组成员、秘书长。2000年1月至2003年3月，任国务院经济体制改革办公室党组成员、副主任。
2003年3月至2008年10月，彭森担任国家发展和改革委员会党组成员、纪检组组长。2008年10月至2012年4月，任国家发展和改革委员会党组成员、副主任。2012年4月，卸任国家发展和改革委员会副主任。
2013年3月，彭森当选第十二届全国人大常委会委员。2013年3月，彭森出任全国人大财经委员会副主任委员。